# Jin Mao Tower
Jin Mao Tower er en skyskraber i Folkerepublikken Kina, og ligger i bydelen Pudong i Shanghai. Den blev åbnet i 1999. Bygningen er 421 meter høj og har 88 etager der indeholder kontorer og et stort hotel i de øverste etager. Bygningen, som er tegnet af arkitektfirmaet Skidmore, Owings & Merrill, er bygget til at kunne modstå både kraftige jordskælv og stærke tyfoner.

## Eksterne links
- Officiel hjemmeside Arkiveret 1. maj 2007 hos  Wayback Machine

31°14′14″N 121°30′05″Ø / 31.237222222222°N 121.50138888889°Ø